# Julio Suárez
Julio Suárez Cabrera (Las Palmas de Gran Canaria, España, 20 de julio de 1960) es un exfutbolista y entrenador español que se desempeñaba como delantero. Es hermano del también exfutbolista Pepe Juan. Tras su retirada ha ejercido como director técnico del Universidad de Las Palmas, club al que también entrenó, así como otros clubes como la UD Telde o la UD San Fernando.

## Clubes
| Club                | País   | Año       |
| ------------------- | ------ | --------- |
| Las Palmas Atlético | España | 1979-1980 |
| U. D. Las Palmas    | España | 1980-1983 |
| Real Madrid C. F.   | España | 1983-1984 |
| Elche C. F.         | España | 1984-1985 |
| C. D. Tenerife      | España | 1985-1987 |
| C. D. Marino        | España | 1987-1991 |
| S. D. Huesca        | España | 1991-1992 |
| C. D. Marino        | España | 1991-1993 |